# Силвър Рейвън Улф
Дженин Е. Трейър (на английски: Jenine E. Trayer) е американска лидерка на Уика общността в САЩ и писателка, авторка на бестселъри в жанровете фентъзи и окултизъм – Уика и магьосничество. Пише под псевдонима Силвър Рейвън Улф (на английски: Silver RavenWolf).

## Биография и творчество
Дженин Е. Трейър е родена на 11 септември 1956 г. в Харисбърг, Пенсилвания, САЩ.
През 1980 г. се омъжва за Мик Трейър. Имат четири деца – Фалкън, Ехо, Драгън, и още един син.
Член е на Уика религия и лидер на 35 сборища в САЩ и дрего в Канада от „Кръга на черната гора“ (Black Forest Circle), с правен статут на духовенство от 2012 г. Лектор и уъркшоп фасилитатор на събитията в нео-паганската общност, активен деец на анти-дискриминационните въпроси на Уика. Следва нео-езическата практика на немските преселници в Пенсилвания. Директор е на Асоциацията „Wiccan“ и „Pagan Press Midnight Drive“.
Започва да пише разкази и статии пре 80-те години. През 1991 г. завършва първата си книга в ръкопис и се посвещава на писателската си кариера|.
Авторка е на над 20 документални и справочни книги за Уика и паганизма. През 1995 г. е издаден първият ѝ художествен фентъзи роман „Beneath a Mountain Moon“.
Дженин Е. Трейър живее със семейството си в Механиксбърг, Пенсилвания.

## Произведения

### Самостоятелни романи
- Beneath a Mountain Moon (1995)
- Murder at Witches' Bluff (2000)

### Серия „Вещерски котли“ (Witches' Chillers)
1. Witches' Night Out (2000)
2. Witches' Night of Fear (2001)
3. Witches' Key to Terror (2001)
4. Witches' Voodoo Moon (2004)

### Документалистика
- Llewellyn's 1995 Magical Almanac (1994)
- To Ride a Silver Broomstick (1994)
Да яхнеш сребърна метла: Уика за новото поколение, изд.: „Аратрон“, София (2004), прев. Маргарита Спасова
- Hex Craft (1995)
- The Rune Oracle (1996)
- To Stir a Magick Cauldron (1996)
Да разбъркаш магическия котел: ръководство на Уика за предсказания и заклинания, изд.: „Аратрон“, София (2010), прев. Цветан Убенов
- Angels (1996)
Ангели: Помощници в магията, изд.: „Аратрон“, София (2004), прев. Маргарита Спасова
- Teen Witch (1998)
Магия за тийнейджъри: Уика за новото поколение, изд.: „Аратрон“, София (2004), прев. Маргарита Спасова
- American Folk Magick (1999)
- To Light a Sacred Flame (1999)
- Rune Mysteries (1999) (with Nigel Jackson)
- Silver's Spells for Prosperity (1999)
- Witches Runes Kit (1999)
- Llewellyn's Magical Almanac (1999)
- Halloween (1999)
- Teen Witch Kit (2000)
- Silver's Spells for Protection (2000)
Заклинания за защита, изд.: „Аратрон“, София (2006), прев. Маргарита Спасова
- Silver's Spells for Love (2001)
Заклинания за любов, изд.: „Аратрон“, София (2009), прев. Илиана Игнатиева
- Solitary Witch (2003)
- Silver's Spells for Abundance (2004)
Заклинания за изобилие, изд.: „Аратрон“, София (2009), прев. Маргарита Спасова
- A Witch's Notebook (2005)
- Mindlight (2006)
- HedgeWitch (2008)
- The Witching Hour (2017)
- Poppet Magick (2018)
- Silver's Spells (2018)